# Харьковский государственный политехнический колледж
Ха́рьковский госуда́рственный политехни́ческий ко́лледж (ХГПК, укр. Харківський державний політехнічний коледж, ХДПК), ранее Ха́рьковский о́рдена «Знак Почёта» электромехани́ческий те́хникум тра́нспортного строи́тельства, ХЭМТТС (укр. Харківський ордена «Знак Пошани» електромеханічний технікум транспортного будівництва, ХЕМТТБ)
— одно из старейших учебных заведений по подготовке специалистов среднего звена в Украине.

## История техникума

### Дореволюционные годы
С конца 1860-х годов Харьков становится крупнейшим железнодорожным узлом Российской империи. В связи с этим в регионе возникает необходимость в квалифицированных специалистах железнодорожного профиля. По мере развития железнодорожного транспорта особенно остро стала проявляться нехватка техников средней и низшей квалификации, более многочисленных и более востребованных, чем инженерные кадры. Для их подготовки в 1870 году при станции Харьков Курско-Харьковско-Азовской железной дороги в городе по приказанию председателя правления дороги Полякова была открыта Железнодорожная техническая школа, которая в 1870—1871 учебном году начала обучение частным образом, не дожидаясь официального открытия, в двух подготовительных классах по программе двухклассного начального училища. К занятиям приступили 55 человек . До 1874 года, когда в ней был открыт первый специальный класс, школа фактически лишь подготавливала учащихся к поступлению в технические училища. Однако, поскольку в этом учебном заведении, кроме общеобразовательных дисциплин, преподавали еще и ремёсла, оно имело статус технической школы. Во главе Железнодорожной технической школы был поставлен инженер Янчевский в должности инспектора, возглавлявший школу с 1870 по 1877 годы. 
В 1875 году школа была преобразована в Харьковское низшее техническое железнодорожное училище (ХТЖДУ) и был утверждён его устав. С 1880 года ХТЖДУ имело в своём составе только специальные классы и превратилось в техучилище нормального типа . До 1878 года учебное заведение не имело собственного здания и было вынуждено проводить обучение ремёслам в мастерских Курско-Харьковско-Азовской железной дороги, а классные занятия проводить сперва в железнодорожных казармах, а потом — в пристанционном жилом доме. В течение 1877—1880 годов для ХТЖДУ на станционной площади по улице Александровской (в настоящее время — Евгения Котляра) на земельном участке в 947,33 кв. сажени, выделенном училищу Правлением дороги, были построены два каменных здания — учебный корпус и учебные мастерские. Содержалось училище как на средства частных лиц и обществ, так и за счёт оплаты за обучение, вносимой основной массой учащихся.
С 1891 году ХТЖДУ вместе с Курско-Харьковско-Азовской железной дорогой перешло на государственное содержание по Министерству путей сообщения. За 47 лет существования ХТЖДУ (с 1870 по 1917 годы) оно выпустило около 1000 специалистов, самым известным из которых является С. В. Гризодубов (1904 год выпуска), один из первых (на территории Российской империи) украинских авиаконструкторов и лётчиков.

### 20-е и 30-е годы
После Октябрьской революции Харьковское низшее техническое железнодорожное училище было преобразовано в Харьковское среднее железнодорожное техническое училище, с 1920 года — Харьковский техникум механической специальности Народного комиссариата путей сообщения (ХТМС НКПС). В том же 1920 году по переулку Свердлова, 1 был открыт эксплуатационный техникум, с которым, а также с открытым при ХТМС в 1925 году вечерним техникумом механической специальности ХТМС в 1929 году был реорганизован в одно учебное заведение — Харьковский объединённый техникум НКПС (ОТПС). За 10 лет существования (1920—1931 годы) ХТМС и ОТПС выпустили более 300 специалистов.
В 1930 году в Харькове приказом НКПС от 8 июля 1930 года. был организован железнодорожный ВУЗ широкого профиля — Транспортно-тяговый институт (впоследствии ХИИТ, в настоящее время УкрГУЖТ). Его организация производилась главным образом на материально-технической и педагогической базе ОТПС: часть оборудования, студенты старших курсов механического отделения и наиболее квалифицированные преподаватели техникума были переданы новому ВУЗу. На базе оставшегося оборудования и зданий приказом № 285 по Южным железным дорогам от 30 июня 1931 года создан Харьковский железнодорожный учебный комбинат ЮЖД НКПС, в состав которого вошли все харьковские техникумы железнодорожного направления подготовки, Центральные курсы подготовки и повышения квалификации и Инженерно-технические курсы. Ядро педколлектива Учкомбината составили оставшиеся преподаватели ОТПС, в нём продолжили учёбу студенты, не перешедшие в Транспортно-тяговый институт и другие учебные заведения, а также студенты других техникумов, вошедших в состав Учкомбината.
Харьковский учкомбинат был одним из самых крупных учкомбинатов НКПС того времени по масштабу подготовки специалистов и самым полным в отношении количества специальностей, по которым проводилось обучение. Так, одновременно обучалось 28—30 групп, а общее количество учащихся по комбинату доходило до 900 . В связи с этим в 1930—1932 годах был капитально перестроен и расширен учебный корпус комбината, расположенный по ул. Красноармейской, 3 (двухэтажное здание было перестроено в четырёхэтажное), на территории было построено новое здание столовой и учебных мастерских, а старое помещение мастерских передано под лабораторный корпус. Получены были и новые помещения под общежитие на ул. Красноармейской, 10 (сейчас улица Евгения Котляра) и на остановочном пункте Карачёвка в пригороде Харькова.
В 1934 году внутренняя структура Харьковского учкомбината существенно изменилась: в нём были оставлены только специальности, базирующиеся на электротехнической основе преподавания — связь и СЦБ (сигнализация, централизация и блокировка), а курсовой сектор выведен из его состава. После реорганизации учебное заведение в очередной раз получило новое название — Харьковский электротехникум НКПС (ХЭТ). С 1938 года в техникуме впервые начало работать заочное отделение с контингентом в 48 человек. По данным 1939—1940 учебного года ХЭТ имел в своём составе 28 преподавателей и 20 учебных групп с общим количеством учащихся 548 человек. 

### Военные и послевоенные годы
С началом Великой Отечественной войны часть учащихся и преподавателей ХЭТа были призваны или ушли добровольцами в действующую армию. Осенью 1941 года после получения приказа Наркома Путей Сообщения об эвакуации ХЭТ был эвакуирован на станцию Тайга Томской железной дороги. При следовании техникума через Новосибирск был получен приказ Главного управления учебных заведений МПС, находившегося здесь в эвакуации, сдать учебное оборудование и передать часть учащихся Томскому эксплуатационному электротехникуму. По прибытии на станцию Тайга на базе технической школы машинистов и педколлектива ХЭТа был согласно тому же приказу организован Харьковский техникум паровозного хозяйства, который объявил набор учащихся и с февраля 1942 года начал свою деятельность. За время пребывания в эвакуации техникум сумел стать нормально функционирующим учебным заведением, имел все четыре курса с общим количеством учащихся до 400 человек и дал один выпуск в количестве 32 человек.
После освобождения Харькова был получен приказ НКПС о реэвакуации техникума, осуществлённой в начале сентября 1943 года. Вместо полностью разрушенного в войну основного учебного корпуса по ул. Красноармейской, 3 техникуму было выделено требовавшее капитального ремонта четырёхэтажное здание по ул. Дмитриевской, 26, (архитектор Ф. А. Кондратьев, 1906 год, до революции — доходный дом). За сравнительно короткое время были проведены восстановительный ремонт нового главного учебного корпуса и зданий на ул. Гончаровской и в Свердловском переулке, частично оборудованы кабинеты и лаборатории, организован набор учащихся на 1-е и 2-е курсы и укомплектован педколлектив. 1 сентября 1944 года техникум, называвшийся теперь Харьковский техникум железнодорожного транспорта (ХТЖД), возобновил занятия. Приказом от 8 марта 1945 года № 124 Комиссии ВКВШ он стал опорным в городе Харькове. Через несколько лет эта функция была передана Харьковскому строительному техникуму, а сам ХТЖД — ХЭМТ до 1954 года оставался опорным техникумом отраслевого типа. К прежним специальностям — СЦБ и связи — в 1947—1948 годах был добавлен ряд экономических специальностей, в 1952 году переданных вновь образованному 2-му Харьковскому техникуму МПС, а также энергоснабжение.
К 1950 году был полностью отремонтирован учебный корпус по ул. Дмитриевской, 26, создан лабораторный корпус в здании на Свердловском переулке, 1, введено в строй старое общежитие по ул. Гончаровской, 13 и получено новое общежитие по ул. Каширской, 12. В связи с нехваткой учебных площадей учебные мастерские и столовая техникума были размещены в подвальном помещении главного корпуса по ул. Дмитриевской, 26.

### 50—80-е годы
С 1952 года техникум носил название «Харьковский электромеханический техникум МПС» (ХЭМТ), а с 1954 года передан в ведение новоорганизованному Министерству транспортного строительства и переименован в Харьковский электромеханический техникум Министерства транспортного строительства СССР (ХЭМТТС).
В 1968 году рядом со старым учебно-административным корпусом по ул. Дмитриевская, 26 был построен и оборудован новый учебный корпус на 700 ученических мест, через год соединённый с перепланированным и отремонтированным старым корпусом (350 мест) крытым переходом на уровне второго этажа. Здание по Свердловскому переулку, 1, в котором размещался лабораторный корпус, было полностью получено в распоряжение техникума и в нём были оборудованы учебные мастерские. В этот же период было отремонтировано общежитие на 125 мест по ул. Володарского и построены новые общежития на 300 и на 632 места.
В дни празднования 100-летнего юбилея, 21 октября 1972 года техникум был награждён орденом «Знак Почёта». В этот период ХЭМТТС вёл подготовку специалистов по тем же трём традиционным для него железнодорожным специальностям:
- «Автоматика и телемеханика»
- «Проводная связь»
- «Энергоснабжение»

В техникуме насчитывалась 31 учебная группа (912 человек) на дневном и 561 человека на заочном отделениях (открытом в послевоенный период с 1963 года), педколлектив 60 преподавателей. Под конец 1975 года количество учащихся увеличилось до полутора тысяч, ежегодный выпуск составил около 400 человек. 
В середине 1970-х годов ХЭМТТС становится базовым техникумом Главного управления учебных заведений Министерства транспортного строительства СССР по вопросам научной организации, технического и эстетического обеспечения учебного процесса
В 1977 году был сдан в эксплуатацию новый лабораторный корпус, вплотную пристроенный к новому учебному корпусу (надстроенный над двухэтажным актовым и спортивным залом), что позволило значительно расширить площади основных лабораторий для изучения специальных дисциплин и перевести учебно-производственные мастерские из здания по переулку Свердлова, 1 в основной учебный комплекс с увеличением занимаемой ими площади.
C 1979 года директором ХЭМТТС стал Михаил Петрович Бочарников, возглавлявший техникум до конца 1997 года. В этот период расширилась деятельность заочного отделения и Курсов повышения квалификации (КПК) Министерства транспортного строительства, периодически возобновлявших работу при техникуме, на которых стали обучаться не только специалисты Минтрансстроя СССР, но и граждане Болгарии, Ирана, Кубы.

## Настоящее время
В 1989 году в техникуме, впервые с 1952 года, когда окончательно сложился набор профилирующих специальностей, была открыта новая специальность «Монтаж и эксплуатация электрооборудования предприятий и гражданских зданий». Впервые за всю историю ХЭМТТС вновь открытая специальность не имела железнодорожной направленности. С этого момента начинается расширение направлений, по которым техникум ведёт подготовку, что определило его облик в последние десятилетия и способствовало его сохранению и развитию как самостоятельного учебного заведения.
В 1991 году техникум был переподчинён Министерству образования Украины.
С возглавлением техникума в 1997 году Виталием Николаевичем Немченко объём специальностей, по которым ведётся подготовка, резко расширяется. В 1998 году на базе ХЭМТТС был создан комплекс «Трансбуделектро» («Трансстройэлектро»), в состав которого входят, с одной стороны, школы и ПТУ, помогающие формировать контингент поступающих, а с другой стороны, высшие учебные заведения различного уровня аккредитации и промышленные предприятия города и области, которые предоставляют студентам места для прохождения производственной практики. С этого же года техникум входит на правах юридического лица в семь учебных научно-производственных комплексов высших учебных заведений ІІІ—ІV уровня аккредитации.
В 1999 году в техникуме открываются сразу три новые специальности:
- «Обслуживание оборудования и систем газоснабжения»
- «Обслуживание и ремонт электрооборудования автомобилей и тракторов»
- «Бухгалтерский учет».

При этом в здании по переулку Свердлова, 1 были ликвидированы малый спортивный (тренажёрный) зал и склады, сворачивается сдача помещений в аренду, а на освободившихся площадях размещены лаборатории для изучения спецпредметов по специальности «Обслуживание и ремонт электрооборудования автомобилей и тракторов», образовав таким образом четвёртый учебный корпус, соответствующий специфике проведения занятий по данной специальности (при нём имеется отдельный огороженный двор с несколькими боксами).
В 2001 году открывается восьмая специальность «Обслуживание компьютерных и интеллектуальных систем и сетей», ставшая логическим продолжением коренной модернизации компьютерного парка техникума, последовательно ведущейся с 1997 года. Тогда же в дополнение к дневной и заочной формам обучения был открыт экстернат и отделение курсовой подготовки по рабочим специальностям. 
С 2005 года занятия первого курса в группах, сформированных на базе общего среднего образования, проводятся в пятом учебном корпусе на проспекте Любови Малой, 4-а (совмещённом со зданием общежития).
Приказом Министерства образования и науки Украины № 440 от 20 апреля 2016 года техникум был переименован в Харьковский государственный политехнический колледж.

## Направления и специальности
- Компьютерная инженерия
  - Обслуживание компьютерных и интеллектуальных систем и сетей
- Электроэнергетика, электротехника и электромеханика
  - Электроснабжение
  - Монтаж и эксплуатация электрооборудования предприятий и гражданских сооружений
  - Обслуживание и ремонт электрооборудования автомобилей и тракторов
  - Мехатроника и робототехника
  - Обслуживание, диагностика и ремонт автотранспортных средств
- Автоматизация и компьютерно-интегрированные технологии
  - Обслуживание интеллектуальных интегрированных систем
  - Обслуживание и ремонт устройств электросвязи на транспорте
- Строительство и гражданская инженерия
  - Обслуживание оборудования и систем газоснабжения
  - Монтаж и обслуживание внутренних санитарно-технических систем и вентиляции